# 로코도코
로코도코(본명: 최윤섭, 1992년 2월 7일 ~ )은 대한민국의 전직 리그 오브 레전드 프로게이머이다. 프로게임단 지도자로도 활동했다. 선수 시절 Locodoco라는 아이디를 사용하였다.

## 선수 시절
2011년, 팀 솔로미드에서 프로 커리어를 시작했다.
2011년 3월, MiG 프로스트에 입단했다.
2012년 6월, 스타테일에 입단했다. 스타테일 소속으로 서머 시즌에 참가했다. 2012년 8월, 팀이 해체되면서 퇴단했다.
2012년 10월, 북미의 카운터 로직 게이밍 프라임에 입단했다. 카운터 로직에서는 서포터로 활동했다. 하지만 서포터로는 좋지 못한 모습을 보여주었다.
2013년 2월, 나진 화이트 실드에 입단했다. 스프링 시즌 참가했지만 좋지 못한 모습을 보여주기도 했다.
2013년 9월, 콴틱 게이밍에 입단했다. LCS 승강전에 참가했지만 승격에는 실패했다.

## 은퇴 후
은퇴 후 개인방송을 시작했다.
2014년 6월 8일, 팀 솔로미드의 코치로 부임했다. 2014 서머 시즌 팀의 우승에 기여했다.
2015년 11월, 팀 리퀴드의 헤드코치로 선임되었다.
2018시즌을 앞두고 골든 가디언즈의 코치로 부임했다. 2018년 2월, 팀에서 퇴단했다.

## 수상 경력
- SoloMid Series Week 3 1위 (CLG Prime)
- National ESL Pro Series Season 4 우승 (CLG Prime)
- 아주부 리그 오브 레전드 더 챔피언스 스프링 2012 준우승 (MiG 프로스트)
- 온게임넷 리그 오브 레전드 인비테이셔널 우승 (MiG 프로스트)
- 리그 오브 레전드 신림동 토너먼트 PC방 우승 (MiG 프로스트)